# Grange Gaby

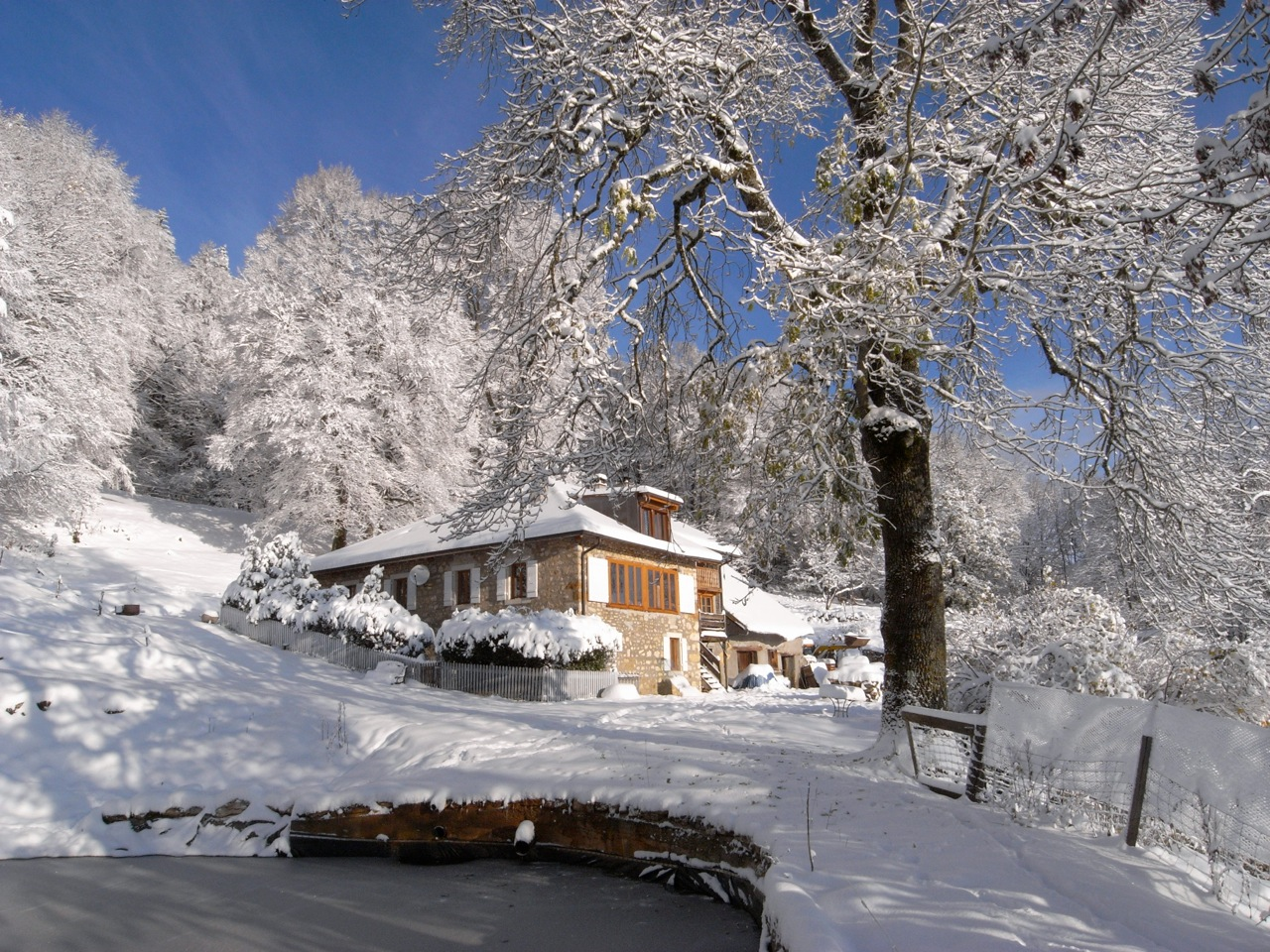
La ferme historique de Grange Gaby, face au Mont Blanc, au sommet du Salève

Grange Gaby est une ferme et résidence historique sur le Mont Salève Haute-Savoie (France), à 1 210 m, construite en 1854 par le professeur et philosophe genevois Ernest Naville (1816-1909). 
Naville y a reçu des visiteurs prestigieux comme le capitaine Alfred Dreyfus, le futur premier ministre russe Piotr Stolypine ou Alice la grande-duchesse de Hesse accompagnée de son neveu Guillaume, futur Empereur d’Allemagne. Entièrement détruite par un incendie en janvier 1993, Grange Gaby a été reconstruite en 2001. Elle est aujourd’hui occupée par des descendant-e-s d’Ernest Naville. 

## Achat et construction
Sur le conseil de son médecin, le Dr Marc d’Espine, qui lui recommande les cures et les excursions en altitude, et averti par le naturaliste et pharmacien genevois Henri-Albert Gosse de l’existence de terrains à vendre sur le Salève, Ernest Naville fait l’acquisition, entre le 8 juillet et le 30 août 1853, de trois domaines, Grange Gaby, Grange Passay et La Pilaz, totalisant environ 175 hectares, et construit l’année suivante une maison en pierres, adossée à la ferme de Grange Gaby, à 1 210 mètres d’altitude, face à la vallée de l’Arve et à la chaîne du Mont-Blanc, sur la commune de Monnetier-Mornex. 
Les notes transcrites par François Naville, petit-fils d'Ernest Naville, précisent que Grange Gaby a été acquise pour 25 000 francs : « On paie les ouvriers 2 fr par jour, avec une retenue de 1 fr s’ils sont nourris. On paie le beurre 2 fr le kilo ». Les travaux, menés par un M. Tronchet, ont été menés à une vitesse étonnante, compte tenu d’un lieu reculé où il faut tout amener à dos de mulet. Ils débutent en avril 1854 et doivent se terminer le 31 juillet. On pose le toit de chaume en juin, on monte les meubles en août. Une pénalité de 10 fr. est prévue par jour de retard : en vain. Ernest et les siens s’y établissent le 28 août : il s’agit d’une petite colonie de 17 personnes (Naville, Micheli, d’Espine, Picot-Mallet) sans compter les domestiques.

## Plantation des forêts
Le Salève, à l’époque, est presque totalement dépourvu d’arbres. Les chèvres ont consommé ce que les hauts-fourneaux rustiques, érigés en pleins champs pour traiter le minerai de fer, avaient laissé. À proximité de Grange Gaby, un hêtre a résisté. C’est à son ombre que, pendant les travaux, la famille prend son repas de midi ; on l’appelle « l’arbre du déjeuner ». Le premier soin d’Ernest Naville est de reboiser la montagne. Il faut pour commencer construire un mur à l’aide de gros blocs de pierre pour entourer « le parc », un espace de quatre hectares environ, destiné à recevoir les plantations de jeunes arbres, protégés contre les incursions du bétail. 
Voici, tiré d’un manuscrit, les Annales de Grange-Gaby, le récit des plantations effectuées au cours des premières années :
- 1855 : Antoine Larnaz plante cent sapins à quelque distance du chalet, une haie de houx le long de la barrière et des saules [en réalité des frênes] sous l’étang.
- 1857 : Les premières grandes plantations ont lieu cette année du 16 au 19 avril. Guillot, de Morcles, apporte et plante 4 900 mélèzes, 1 100 pins, 800 aroles.
- 1870 : Sécheresse exceptionnelle. Il n’y a presque pas d’eau ni de lait à la montagne. On ne peut pas faire de semis forestiers, et la France déclare la guerre à l’Allemagne.
- 1871 : Montagne verte et fleurie, été chaud et pluvieux. Une pousse de mélèze atteint 1 mètre.
- 1872 : Les arbres ont souffert de la neige du printemps. Une pousse de sapin atteint 94 cm. Semis abondants dans la Grande Gorge.
- 1874 : Jean Duperrex est nommé garde-forestier des propriétés. Cotton a semé trois poses à Grange Passay. Le rhododendron a fleuri.
- 1875 : Cotton sème des sapins blancs dans diverses parties du domaine. Louis Naville fait un essai de plantation de wellingtonias. Végétation remarquable, entretenue par des pluies fréquentes.
- 1876 : Semis de mélèzes et plantation de sapins de la pépinière.
- 1880 : Plantation de sapins le long de la route de Gaby à Passay. La plupart des cèdres et des wellingtonias sont morts de gel. Plantation par Cotton de sapins des « Pierres » amenés dans une hotte sur son dos.

## La vie à Grange Gaby
Grange-Gaby devient, du temps d’Ernest Naville, une sorte de lieu de dévotion pour tous les admirateurs du patriarche élevé au rang de directeur de conscience, et parmi eux un grand nombre de femmes qui boivent ses paroles. On y trouve des altesses princières, telle la grande-duchesse de Hesse et son neveu Guillaume (un garçon turbulent selon Ernest, lequel ignore encore qu’il a affaire au futur Guillaume II, empereur d’Allemagne) ainsi que des membres de la noblesse russe, telles Madame Sacha Bézobrazoff et Madame L.-A. de Polozoff, avec qui il entretient une correspondance suivie. Comme nous l’indique sèchement une note du journal cité plus haut, d’autres russes intéressants passent au Salève, sans doute en raison du fait qu’au Cour des Bastions, Ernest et l’ambassadeur de Russie sont voisins. Extrait des Annales : « 1885 Épidémie de typhus à Gaby. Mort de 2 fermiers. Visite de Troubetskoy, Stolipine, Lamsdorf, Chebatof ».
Aucun des hôtes de la maison, sang bleu ou pas, grand esprit ou non, n’échappe à la corvée. Il s’agit d’aller chercher de l’eau à la source et de tracer dans les broussailles les sentiers qui sont visibles aujourd’hui encore sur tout le sommet de la montagne. Madame Claude Weber, dans la revue Salèves, nous apprend que les activités sont dirigées par Ernest, qui porte toujours sur lui un petit cor de chasse, surnommé par les enfants « la trompette du jugement dernier » : « La journée commence par une méditation et prière, un culte le dimanche. La matinée et le début d’après-midi sont libres. On se promène beaucoup, on cherche des framboises, des champignons, des cyclamens ou des myrtilles aux Pitons, on organise des pique-niques. À 4 h, son du cor pour annoncer le début de la corvée. Hommes et quelques femmes courageuses reçoivent pelles, pioches ou serpes, y compris les invités, et doivent y participer jusqu’à 6 h. Il s’agit de créer les chemins qui sillonnent la propriété et de planter les innombrables arbres qui seront introduits et qui, graduellement, changeront le paysage. Ernest, même âgé, y participe. Il fait aussi des travaux de menuiserie, jusqu’aux lits des enfants (…)  »

### La visite du capitaine Dreyfus
Épuisé par sa détention au bagne de Cayenne de 1895 à 1899, le capitaine Alfred Dreyfus se repose au début de l’année 1900 à Cologny, près de Genève, chez Eugène-Albéric Naville (1850-1939), un Suisse résident à Paris où il dirige la Manufacture de produits chimiques de Saint-Denis et qui avait pris la défense ardente de Dreyfus, écrivant notamment plusieurs articles en ce sens dans le Journal de Genève. Le 27 février 1900, ils vont ensemble à Grange Gaby rendre visite à Ernest Naville. Extraits du journal de Paul Naville, alors âgé de 20 ans, cités par Jean de Senarclens: 
- « Temps gris et pluvieux. Grand-papa [Ernest Naville], Maman, Augustine et moi allons du côté de la gare [il s’agit du terminus du funiculaire, aux Treize Arbres] pour attendre divers hôtes annoncés. (...) Voici Edouard Sarasin qui agite son chapeau ; sa femme ne bronche pas ; à leur côté, Dreyfus, et le cousin Eugène Albéric (E. A.) Naville coiffé d’un casque blanc et revêtu d’un long manteau jaune. Réception, présentation. Curieux de voir l’homme qui a fait tant parler de lui, je remonte à Gaby avec grand-papa pour y dîner. Le cousin E. A. Naville est glorieux de nous montrer celui qu’il appelle toujours « capitaine » ».
- « L’impression produite par Dreyfus est favorable. Il paraît incroyable que ce soit contre cet homme que tant de haine se soit déchaînée. Je ne lui vois pas le type juif, ni, à vrai dire, celui d’un officier. Il est de taille moyenne, plutôt petit, les épaules sont larges, le dos voûté ; le teint est rouge, la moustache châtain, les cheveux peu abondants ; les yeux sont bleus et il porte lorgnon. Il semble absorbé et suivre constamment son idée, sans se préoccuper de ceux qui l’entourent. Il parle par longues tirades et si quelqu’un coupe le fil de la conversation, il le reprend ».
- « Le dîner a été très amusant et intéressant ».
- « Dreyfus aime à discuter et est quelque peu agressif, tout en restant parfaitement poli. Il a attaqué Grand-papa sur la Proportionnelle et plus encore sur la religion, ce qui a donné lieu à un débat mouvementé. Autant que j’ai pu en juger, il est en philosophie évolutionniste et quelque peu disciple de Renan, pour lequel il professe une grande admiration. J’ai été étonné de la culture philosophique qu’il paraissait posséder. C’est évidemment un homme intelligent et instruit ».
- « Cotton [le domestique] a été au comble de la joie, parce que Grand-papa l’a présenté au « capitaine » en sa qualité d’ancien soldat de la guerre de Crimée. Il ne cesse de parler du capitaine « Treyfus », comme il l’appelle, qui a si bonne façon ! »

Avant l’incendie de janvier 1993 qui a détruit Grange Gaby, on pouvait y voir une chaise sur laquelle le capitaine Dreyfus avait pyrogravé son nom.

## Incendie et rénovation
Dans l’après midi du 19 janvier 1993, un incendie se déclare à Grange Gaby, sans doute du fait de squatteurs maladroits ou malintentionnés: la maison était inoccupée à cette période de l’année. Les flammes sont repérées en début de soirée par le restaurant de l’Observatoire, au sommet du Salève, dont le propriétaire appelle les pompiers. Leur intervention permettra de sauver la grange, mais la partie d’habitation est presque entièrement détruite. Les travaux de rénovation à l’identique commencent en 1998 et se terminent en 2001. Depuis, Grange Gaby est habitée à l’année par des descendant-e-s d’Ernest Naville.